# Gheorghe Tattarescu
Gheorghe Tattarescu (Focșani, 1820-Bucarest, 1894) fue un pintor rumano.

## Biografía
Nació en 1820 en Focșani. Huérfano, fue criado por un tío suyo, pintor, del que empezó a aprender las primeras nociones artísticas. Chesarie, obispo de Buzău, viendo el talento de Tattarescu, le concedió una beca y le envió a Roma en 1844, donde asistió a los cursos de la Academia de San Lucas. En el concurso de la Academia de 1848 obtuvo el primer premio de pintura con su cuadro Simeón y Levi, escapando de su hermana Dina. Por esas fechas, envió el cuadro El renacimiento de Rumania al príncipe Stirbei.
Completó sus estudios por diversos países de Europa y estudió la pintura religiosa bizantina. Al volver a su país en 1852, fue nombrado primero profesor en la escuela militar. Adornó más de cincuenta iglesias en el país, incluida la metropolitana de Iași. Fue profesor de pintura en la Escuela de Bellas Artes (1865) y tras la muerte de Theodor Aman, director de dicha institución. Fue autor de numerosos retratos y pinturas, como Țăranul de la Dunăre, Magdalena y Nemesis, entre otras muchas obras, que estaban en posesión de la Pinacoteca Nacional, de las familias Kretzulescu, Manu, Protopopescu-Pake, Bagdat y Mitropolitul Nifon.
Miembro fundador del Ateneo, falleció en Bucarest el 24 de octubre de 1894.